# エノスイグソクムシ
エノスイグソクムシ（Bathynomus yucatanensis）はフクロエビ上目スナホリムシ科オオグソクムシ属に属する生物。ユカタン半島沖のメキシコ湾の水深600〜800メートルの場所で捕獲された。メキシコ湾で発見されたオオグソクムシ属は3例目である。もともと、神奈川県藤沢市の新江ノ島水族館でダイオウグソクムシとして間違われて展示されていたが、2019年に台湾の黄銘志博士が研究で個体を持ち帰った際に異種であることが分かった。2022年8月に学会誌に発表された。和名は発見された新江ノ島水族館に由来する。